# Kai Shibato
Kai Shibato (柴戸 海?, Shibato Kai; Midori-ku, 24 novembre 1995) è un calciatore giapponese, centrocampista del Machida Zelvia in prestito dagli Urawa Reds.

## Caratteristiche tecniche
Di piede destro, agisce principalmente da mediano, malgrado abbia iniziato la sua carriera calcistica come difensore centrale. È abile nel recuperare palloni.

## Carriera

### Club

#### Gli inizi
Nato a Midori-ku, uno dei 18 quartieri della città di Yokohama, entra nel mondo del
calcio quando frequentava le scuole elementari, entrando a far parte dell'Ibukino FC Helios. Quando ha cambiato scuola, passando alle scuole medie, si iscrive al Machida JFC e, successivamente, al liceo ha giocato come difensore con la maglia del Municipal Funabashi High School, con cui al terzo anno ha partecipato al Campionato nazionale di calcio delle scuole superiori (All Japan High School Soccer Tournament), dove viene eliminato ai quarti di finale contro il Kyoto Tachibana High School (0-2). Al termine della manifestazione viene selezionato come uno dei miglior atleti dell'edizione 2013-14.
Nel 2014 ha frequentato l'Università Meiji, dove ha giocato principalmente come centrocampista fino al 2017.

#### Urawa Reds
Il 5 maggio 2017 viene annunciato il suo trasferimento agli Urawa Reds per la stagione 2018. A inizio 2018 viene presentato in rosa con la maglia numero 29. Esordisce nel professionismo il 4 aprile 2018, nel pareggio a reti bianche in casa del Sanfrecce Hiroshima, valida per la terza giornata di Coppa J.League 2018; ha giocato i primi 85 minuti prima di essere stato sostituito dall'attaccante Zlatan Ljubijankič. Una settimana dopo fa il suo debutto in massima serie giapponese nella sfida vinta per 3-2 al Noevir Stadium Kōbe contro il Vissel Kōbe, subentrando a Takuya Aoki al 67º minuto. Nell'ultima giornata di campionato della stagione 2018, sigla il suo primo gol come calciatore professionista (su assist di Yōsuke Kashiwagi), nella vittoria casalinga contro l'FC Tokyo (3-2). Il 9 dicembre 2018, vince il suo primo trofeo in assoluto come professionista, la Coppa dell'Imperatore, in casa al Saitama Stadium 2002 contro il Vegalta Sendai (1-0). Il 6 marzo 2019 debutta in AFC Champions League nella vittoriosa gara d'esordio della fase a gironi del gruppo G contro i thailandesi del Buriram Utd (3-0). Nel 20º turno di J1 League 2019 contro il Júbilo Iwata, ottiene la sua prima espulsione in carriera ricevendo, nell'ultima parte del secondo tempo, il doppio cartellino giallo (e il conseguente cartellino rosso) nel giro di 9 minuti. Il 19 dicembre 2021 vince per la seconda volta la Coppa dell'Imperatore, sconfiggendo l'Oita Trinita: decisivo è stato il suo assist a Tomoaki Makino valido per il gol-vittoria al 93º minuto di gioco. Dalla stagione 2022 indossa la maglia numero 22, utilizzata precedentemente dalla bandiera degli Urawa Reds, Yūki Abe. Il 12 febbraio 2022 vince la Supercoppa del Giappone 2022, eliminando in finale i delfini del Kawasaki Frontale (2-0) offrendo un’ottima prova da titolare giocando completamente tutta la partita. Il 6 maggio 2023 subentra ad Atsuki Itō nella finale di AFC Champions League vinta per 1-0 contro l'Al-Hilal, vincendo così il suo primo trofeo intercontinentale. Nella stagione 2023, complici sia le scelte tattiche dell'allenatore polacco Maciej Skorża, sia un infortunio alla gamba destra, viene impiegato sporadicamente, concludendo il campionato al 4º posto giocando solamente 8 partite, di cui 7 partendo dalla panchina.

#### Machida Zelvia
Il 9 gennaio 2024 viene ufficializzato il suo passaggio a titolo temporaneo di un anno al Machida Zelvia, club neopromosso per la prima volta nella sua storia nella massima divisione giapponese. Il 24 febbraio successivo, nel corso della prima giornata della J1 League 2024, esordisce da titolare (giocando tutti i 90 minuti) nella massima serie giapponese nel pareggio casalingo per 1-1 contro il Gamba Osaka. Mette a segno la sua prima rete con la squadra di Machida il 19 maggio 2024 nella grande vittoria interna contro il Sagan Tosu (5-0) con un potente tiro al volo di mancino eseguito poco dopo l'area di rigore in seguito ad una rimessa in gioco allontanata di testa da parte di un difensore avversario.

## Statistiche

### Presenze e reti nei club
Statistiche aggiornate all'8 dicembre 2024.
| Stagione          | Squadra           | Campionato        | Campionato | Campionato | Coppa nazionale | Coppa nazionale | Coppa nazionale | Coppe continentali | Coppe continentali | Coppe continentali | Altre coppe | Altre coppe | Altre coppe | Totale | Totale |
| Stagione          | Squadra           | Comp              | Pres       | Reti       | Comp            | Pres            | Reti            | Comp               | Pres               | Reti               | Comp        | Pres        | Reti        | Pres   | Reti   |
| ----------------- | ----------------- | ----------------- | ---------- | ---------- | --------------- | --------------- | --------------- | ------------------ | ------------------ | ------------------ | ----------- | ----------- | ----------- | ------ | ------ |
| 2018              | Urawa Reds        | J1                | 9          | 1          | CG+CdL          | 4+2             | 0               | -                  | -                  | -                  | -           | -           | -           | 15     | 1      |
| 2019              | Urawa Reds        | J1                | 20         | 0          | CG+CdL          | 3+1             | 0               | ACL                | 8                  | 0                  | SG          | 1           | 0           | 33     | 0      |
| 2020              | Urawa Reds        | J1                | 25         | 1          | CdL             | 2               | 0               | -                  | -                  | -                  | -           | -           | -           | 27     | 1      |
| 2021              | Urawa Reds        | J1                | 30         | 1          | CG+CdL          | 5+8             | 0               | -                  | -                  | -                  | -           | -           | -           | 43     | 1      |
| 2022              | Urawa Reds        | J1                | 24         | 2          | CG+CdL          | 0+2             | 0               | ACL                | 8                  | 0                  | SG          | 1           | 0           | 35     | 2      |
| 2023              | Urawa Reds        | J1                | 8          | 0          | CG+CdL          | 2+8             | 0               | ACL                | 3                  | 0                  | Cmc         | 1           | 0           | 22     | 0      |
| 2024              | Machida Zelvia    | J1                | 22         | 1          | CG+CdL          | 0+3             | 0               | -                  | -                  | -                  | -           | -           | -           | 25     | 1      |
| 2025              | Urawa Reds        | J1                | 0          | 0          | CG+CdL          | 0               | 0               | -                  | -                  | -                  | Cmc         | 0           | 0           | 0      | 0      |
| Totale Urawa Reds | Totale Urawa Reds | Totale Urawa Reds | 116        | 5          |                 | 37              | 0               |                    | 19                 | 0                  |             | 3           | 0           | 175    | 5      |
| Totale carriera   | Totale carriera   | Totale carriera   | 138        | 6          |                 | 40              | 0               |                    | 19                 | 0                  |             | 3           | 0           | 200    | 6      |

## Palmarès

### Club

#### Competizioni nazionali
- Coppa dell'Imperatore: 2

Urawa Reds: 2018, 2021
- Supercoppa del Giappone: 1

Urawa Reds: 2022

#### Competizioni internazionali
- AFC Champions League: 1

Urawa Reds: 2022

### Nazionale
- Universiade: 1

2017